# Jan Tschichold
Jan Tschichold (nat Johannes Tschichold, també va signar com a Iwan Tschichold, i Ivan Tschichold) va néixer el 2 d'abril de 1902 a Leipzig (Alemanya) i va morir l'11 d'agost de 1974 a Locarno (Suïssa). Tipògraf, cal·lígraf, professor, escriptor i dissenyador gràfic de professió. Va dissenyar la família tipogràfica Sabon. Autor de Die neue Typographie ("La nova tipografia"), publicat el 1928, on recull les novetats tipogràfiques de l'època en relació amb el disseny gràfic.

## Biografia

### Els primers anys
Neix el 1902, fill de pare retolador i cartellista, a qui ajudarà en el seu petit negoci i que l'introduirà de ben jove en la importància de la tipografia en la seva feina. El 1914, acompanya el seu pare a visitar l'exposició d'Arts Gràfiques i Impressió de Leipzig, on entra en contacte amb els treballs dels millors cal·lígrafs i dissenyadors de tipus i que l'ajudarà en la decisió d'estudiar per a mestre de dibuix a Gimma, ciutat propera a Leipzig. Els seus estudis de francès i de llatí, el permetran conèixer la tipografia clàssica.
Les obres d'Edward Johnston, Writting & Illuminating & Lettering i l'obra de Rudolf von Larisch sobre lletres ornamentals, l'influiran en la decisió d'estudiar el disseny de tipus de lletra.
Més endavant és admès com a alumne de Herman Delistch, de qui aprendrà cal·ligrafia, gravat i enquadernació, àmbits que el permetran exposar algun dels seus treballs a Viena, l'any 1926.

### Influències
Els moviments culturals i artístics de principis de segle (cubisme, constructivisme rus, expressionisme, dadaisme) i els canvis socials provocats per l'esclat de la revolució russa i la seva influència en el continent europeu, provoquen la ruptura amb les normes socials clàssiques. Tschichold no és aliè a aquests canvis i s'interessarà pel suprematisme i el constructivisme. El 1923, visita la primera exposició de la Bauhaus, a Weimar, el cartell de la qual va ser dissenyat per Herbert Bayer i en surt fortament impressionat. La Bauhaus, creada per Walter Gropius i de la qual formaren part entre d'altres, els pintors abstractes Laszlo Moholy-Nagi (1895-1946) i El Lissitsky (1890-1941) que influirien fortament en ell. Tschichold no formà part del moviment de la Bauhaus, però adoptarà els preceptes del moviment (coherència, economia, simplicitat, funcionalitat i bellesa) i els traslladarà al camp de la tipografia. Va dissenyar un alfabet universal, on es barrejaven majúscules i minúscules, del qual va ser un fervent impulsor, però que no va reeixir.
Fruit d'aquestes influències, va deixant de banda la tipografia tradicional i les noves idees el porten a publicar el 1925 Elementare typographie, una mena de manifest en què exposa els principis del nou disseny tipogràfic:
- Claredat i puresa.
- Utilització de les fonts de pal sec exclusivament.
- Ús del color i la utilització del fons com a element del disseny, no com un element neutre.
- Com a màxim dos colors, preferiblement vermell i negre en contrast amb el fons blanc.
- La fotografia substitueix a la il·lustració.
- La composició asimètrica en lloc de la composició centrada tradicional.
- Omissió de tot element ornamental.

Amb la publicació del manifest, Tschichold es converteix en el principal difusor de la nova tipografia.
El 1928, dissenya i publica Die neue Typographie, on recull els principis fonamentals del nou moviment i que esdevindrà el manual de les noves formes de fer tipografia.
| «                                                   | "L'essència de la nova tipografia es la claredat. Això la posa en deliberada oposició a l'antiga tipografia l'objectiu de la qual era la «bellesa» i la claredat de la qual no té res a veure amb l'alt nivell que avui cal. Aquesta extrema claredat és necessària avui perquè la gran quantitat d' impresos que reclamen la nostra atenció, requereixen una gran economia d'expressió". | » |
| — Jan Tschichold, Die neue Typographie, Berlín,1928 | |   |

Amb l'arribada del nazisme al poder, la nova tipografia impulsada per Tschichold va ser considerada com una activitat subversiva. Va ser acusat de bolxeviquisme i les seves idees no van ser tolerades, fet que li va comportar, el 1933, el seu arrest, la pèrdua de la seva feina i l'internament temporal en presó.

### L'exili a Suïssa

distribució àuria de la plana per Tschichold

Un cop en llibertat, fuig d'Alemanya per establir-se a Suïssa on treballarà per a l'escola de Belles Arts de Basilea. Des del 1933 fins al 1940, treballa també per a l'editorial Benno Schwabe, i entre el 1941 i 1946 de tipògraf per a la casa editorial Birkhaüser de Basilea, on comença a retornar a la utilització de la tipografia tradicional, fruit de la necessitat de dissenyar llibres per al gran públic, que no estava habituat a la composició asimètrica que proposava en la nova tipografia. Abandonarà les posicions extremistes de joventut i hi veurà semblances entre les restriccions imposades per la nova tipografia i els preceptes d'alliçonament nazis, i que el portarà a abandonar l'ús de la nova tipografia.
El 1935 publica Typographische Gestaltung que marcarà l'inici del retorn a la utilització de la tipografia tradicional i que li comportarà enemistar-se, entre d'altres, amb el seu deixeble, l'arquitecte i dissenyador suís, Max Bill, que no dubtarà de titllar-lo de renegat dels seus propis ensenyaments.
| «                                           | "Com que la tipografia s'adreça a tothom i a tot el món, no hi ha lloc per als canvis revolucionaris | » |
| — Jan Tschichold, The form of the book,1948 | |   |

El retorn als conceptes més tradicionals no suposa que renegui totalment de la nova tipografia, la utilització de la qual considerarà apropiada per a determinats productes (cartells, avisos al carrer...) on les fonts de pal sec, ajuden a fixar i llegir els senyals públics, però que no considerarà apropiada per a productes més clàssics, com són les publicacions de llibres, en què les fonts serif ajuden i acompanyen en la lectura.
El treball a Suïssa se centrarà en el camp editorial, i en l'estudi de llibres antics i incunables, que el portaran a publicar Meisterbuch des Schrift, amb exemples de la història de l'escriptura, el 1952 i un estudi sobre els marges dels llibres a Der Proportionen der Bucher el 1956.
En aquests treballs va cercar les fórmules, oblidades i en desús, que s'empraven en l'antigor per al disseny i composició dels llibres, i que el van portar a confirmar els resultats dels diagrames de Van de Graaft i de Honnecourt i a descriure un cànon per a crear el llibre perfecte.
Usant el diagrama de Van de Graaf, es dimensiona i col·loca el bloc de text en relació amb la plana. Tschichold va establir que la relació 2:3 és la proporció ideal. La raó és que així compleix la seqüència de Fibonacci així com la regla d'or, establint un bloc de text (l'alçada del qual és igual a l'amplada de la plana) harmònic i proporcional amb la plana. Els marges del bloc de text mantenen la mateixa proporció, així el marge inferior és dues vegades el superior i l'exterior dues vegades l'interior. L'espai més ampli del marge inferior permet mantenir el llibre agafat sense que tapem el seu contingut amb les mans.

## Penguin Books
El 1947, després d'una visita al Regne Unit, és contractat per Allan Lane fundador de l'editorial Penguin Books. Aquesta editorial tenia una col·lecció de llibres amb la que pretenia acostar la cultura al gran públic a uns preus assequibles, per a l'època de postguerra. Va dur a terme un estudi per analitzar i desenvolupar un sistema editorial, per controlar tot el procés de producció del llibre, per a les diverses col·leccions de l'editorial.
Va formular les Penguin composition rules on estableix uns estàndards de disseny i manuals de composició per als marges, títols, símbols, etc., per tal d'establir un millor contacte amb el lector.
Va redissenyar les cobertes de la col·lecció amb unes bandes horitzontals de diferents colors segons el contingut, taronja per a ficció, verd per a històries de crims i blau per a biografies. No va fixar una sola tipografia per a tots els texts sinó que depenia del contingut es triava una font o una altra, el que suposava un disseny particular per a cada títol de la col·lecció. En tot el temps que va treballar per a l'editorial, va dissenyar més de 500 títols.

## Sabon

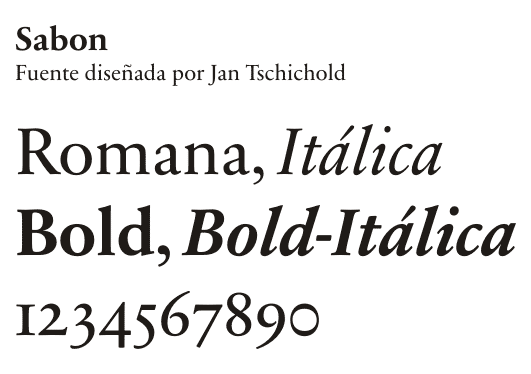
Tiposabon

De retorn a Suïssa, el 1960, va rebre l'encàrrec per part de les foneries Lynotype, Monotype i Stempel de dissenyar una tipografia que es pogués emprar en monotípia, linotípia i composició manual, sense que presentés diferències notables entre els tres sistemes. Tschichold crea la Sabon, fruit de la llarga experiència, més de cinquanta anys, i de l'estudi tipogràfic acumulat al llarg de la seva vida.
Sabon, és una font romana, serif basada en els dissenys originals de Garamond, i és considerada una de les millors adaptacions modernes de les fonts Garamond, per la seva claredat, llegibilitat i bellesa.
Originalment va aparèixer en Normal, Itàlic i Semibold.
El nom de Sabon es deu a Jacques Sabon, un fonedor francès que va treballar a Frankfurt i que es va fer càrrec de la foneria de Christian Egenolff a la mort d'aquest el 1555,i que va treballar amb les matrius originals de Garamond i Granjon.
L'11 d'agost de 1974 Jan Tschichold moria, malalt de càncer, a Locarno (Suïssa).

## Tipografies
Tipografies creades per Jan Tschichold.
- Tschichold Stencil - 1929
- Transito- 1931 - Tipografia de pal sec, en la tradició de la Futura-Black, creada per a la Foneria Amsterdam Type Foundry.
- Saskia - 1931-1932 - Tipografia de pal sec, molt més cal·ligràfica que l'anterior, creada per a la foneria Schelter & Giesecke, de Leipzig.
- Zeus - 1931[15] Creada per a la foneria Schriftguß KG.
- Uhertype Grotesk - 1933-1936
- Sabon - 1966-1967 - Tipografia serif creada per a les foneries Lynotype, Monotype, Stempel.

## Reconeixements
- El 1954, rep la medalla d'or de l'American Institute of Graphic Arts (AIGA) i fou el primer no nord-americà en rebre-la.
- El 1960, és nomenat membre d'honor de la Société Typographique de France.
- El 1965, rep el premi Gutenberg de la ciutat de Leipzig.[16]